# Protestantizam
Protestantizam je naziv za sva kršćanska vjerska učenja koja su se odijelila od katolicizma nakon reformacije u 16. stoljeću. Izvorno je bila obilježena naglašavanjem vjerovanja u opravdanje po vjeri, u svećenstvo svih svetih, tj. vjernika i u autoritet Biblije. Protestanti odbacuju autoritet Pape.
Glavne protestantske grupe su: 
- Evangeličko-luteranske crkve,
- reformirane crkve (koristi se ponekad termin "kalvinisti"),
- Anglikanci,
- Evangeličke slobodne crkve sebe ubrajaju u protestantizam i sebe smatraju "nasljednicima reformacije". Tu se, primjerice, pribrajaju adventisti, baptisti, metodisti i evanđeosko-pentekostne crkve .

Osim navedenih glavnih denominacija, nazivom "protestanti" obuhvaćene su i razne manje ili novije vjerske grupe poput anabaptista, independentista, kvekera (Društvo prijatelja), metodista, pentekostalaca, adventista i vrlo velikog broja drugih.
Pod pojmom (prvobitno političkim) protestanti u užem smislu podrazumijevaju se pripadnici kršćanske konfesije nastale na  njemačkom govornom području u vrijeme reformacije, pa se stoga povezuju prije svega s Martinom Lutherom i Philipp Melanchthonom, začetnicima luteranstva; te s Huldrychom Zwinglijem i Jeanom Calvinom koji su reformaciju započeli u Švicarskoj i začetnici su druge osnovne protestantske grane - kalvinizma. Anglikanstvo je nastalo odcjepljenjem crkve u Engleskoj od Rima 1534. godine, kada je parlament proglasio kralja za poglavara crkve. U narednim su desetljećima anglikanci prihvatili znatne utjecaje protestantske teologije.

## Povijest
Pojam "protestanti" potječe od Speyerskog protesta evangeličkih staleža na mjesnoj skupštini Speyera koji se dogodio 1529. Protestirali su protiv ukidanja Speyerske odluke iz 1526. kojom je zemljama u kojima je provedena reformacija, bila obećana pravna sigurnost pozivajući se u svojim protestima na slobodu vjeroispovjesti za pojedinca. Iz religioznih i političkih razloga protestanti su bili stoljećima žrtve progona. Svjetovni vladari su se bojali za jedinstvo svojih područja vladanja prožetih katolicizmom, gdje se poistovjećivalo vlastito područje moći s područjem moći Pape. S druge strane, na područjima kojima su vladali protestanti svirepo su bili mučeni i ubijani brojni katolici samo zato što su priznavali papu kao svoga poglavara. Vrlo važan razlog velikog broja ratova je bio protestantizam. Primjerice, Hugenotski ratovi u Francuskoj ili Tridesetogodišnji rat koji je zahvatio cijelu Europu, a naročito Njemačku. Tek Augsburškim vjerskim mirom 1555. i Vestfalskim mirom iz 1648. protestantizam je dobio konačno službeno priznanje.

### Podjele i ekstremisti među protestantima
Za vrijeme širenja protestantizma došlo je do širenja i mnogih sljedbi među samim pripadnicima reformacije. Tako je 1534. na vlast u Münsteru došao Jan Matthys, začetnik i propovjednik anabaptizma. Iz grada je prognao sve katolike, nakon što su Matthysa umjereniji sljedbenici odgovorili od ubijanja svih nepokornih. Konfiscirao je sva njihova dobra, prekrstio sve one koji su ostali u gradu, zabranio privatno vlasništvo, uključujući i posjedovanje novca, te spalio sve knjige osim Biblije. Matthysov nasljednik, Jan Bockelson, uveo je u Münsteru obaveznu poligamiju i oženio se s 15 žena, među kojima i udovicom Matthysovom. Njegov suradnik Rothman zadovoljio se sa samo devet žena. Ovaj nasilno provođen zakon naišao je na snažan otpor. Pobuna je krvavo ugušena, a sve žene koje su odbile prisilno vjenčanje bile su podvrgnute strašnim mukama i pobijene.
Već za Lutherova života došlo je do oštrih podjela i sukoba među reformatorima. Godine 1552. Luther je intervenirao kako bi zaustavio ekstremizam Anreasa Bodensteina i krajnjih fanatika okupljenih oko Nicholasa Storcha koji su se nazivali abecedarijanima ili prorocima iz Zwickaua.
Godine 1525. dogodila se seljačka buna koju su krvavo ugušili Thomas Münster i Heinrich Pfeiffer. Luthera je to navelo na traženje pomoći od državne vlasti u širenju reformacija, kako ne bi došlo do budućih sličnih ispada njegovih sljedbenika. No, podjele su se nastavile. Godine 1529. održan je »Razgovor u Marburgu«, gdje su se produbile razlike između Luthera i Zwinglija po pitanju Euharistije. Raskol između luterana i zvinglijevaca postao je konačan predstavljanjem Augsburške ispovijesti 1530.

### Podjele nakon Lutherove smrti
Zbog nedostatka središnje uprave i potpunog negiranja tradicije i oslanjanja samo na vlastita tumačenja Biblije, među Lutherovim sljedbenicima nastavile su se podjele i nakon njegove smrti. Kao vođa protestantizma u to doba profilirao se Philipp Melanchton koji je zastupao umjerenu struju. Nasuprot njemu bili su puristi, među kojima se isticao  Matija Vlačić Ilirik, i ubikvitarijanci Johannesa Brenza.
Bilo je i drugih struja, poput antonomijanaca Johanna Agricole, pravca »progresivnog posvećenja duše« Andreasa Hosemanna (Osiander), ili ektremne duhovne mistike Caspara Scwenckfelda von Ossiga.
Nakon 1580. luteranski pravac protestantizma razvio se prema dogmatskom ustaljivanju i strogom obdržavanju izvanjskih pravila vjerničkoga života, što je dovelo do pojave pijetizma u 17. i 18. stoljeću, koji su predvodili Johannes Arndt, Philipp Jakob Spener i Jean de Labadie.
Godine 1817. Fridrih Vilhelm III. Pruski odredio je spajanje kalvinista i luterana u jednu Crkvu, što su potom slijedile i ostale njemačke države, no onda su se odvojili tzv. staroluterani.
Danas je prepoznatljiva podjela među starijim protestantskim zajednicima (eng. "mainline" ili "mainstream") među kojima su Luterani, Reformirani, Metodisti i Baptisti, od velikog broja novijih protestantskih vjerskih zajednica, među kojima se ističu Pentekostalci. Međutim postoji razumijevanje među protestantima da su njihove zajednice srodne.

### Uloga protestanata u nacizmu
Za razliku od Rimokatoličke crkve - koja je sklopila konkordat s Hitlerovom vladom 1933. godine (Reichskonkordat), ali je u papinskog enciklici Mit Brennender Sorge iz 1937. također osudila nacističku ideologiju - protestanti nisu imali centralnu upravu koja je mogla nametnuti svoj stav prema vlasti. Neki protestanti podržali su dolazak Hitlera na vlast i izjednačavali su svoje nacionalne interese sa svojom vjerom. Tako je već 1933. osnovana Njemačka evangelička Crkva (tzv. Deutsche Christen, »Njemački kršćani«) kojima je na čelu bio »Reichsbischof« Ludwig Müller (1883. – 1946.), a nauk joj je duboko bio utopljen u rasizam i glorificiranje arijanske čistoće.
No, mnogi su vodeći protestantski teolozi, kao na primjer Paul Tillich, odupirali se pokušajima nacista da upotrijebe protestantske crkve za svoju propagandu. Znamenita osoba, pastor i teolog, Dietrich Boenhoffer protivio se nacističkom režimu i to je platio životom. Naime, nacisti su ga osudili na smrt vješanjem pred sam kraj rata. Razmatra se njegova razina upletenosti u pokušaju izvođenja atentata na Hitlera. On je vjerojatno jedna od najistaknutijih osoba koja se protivila tom režimu na područjima gdje je bio vladajućim.

## Vjerski nauk i osobine
Protestanti sebe smatraju kršćanima, a kao kršćane priznaju ih također i katolici i pravoslavci. Ispovijedaju svoju vjeru Nicejskim vjerovanjem i sadržajima iz Biblije.
Obilježja su protestantizma stroga koncentriranost na Bibliju i odbacivanje niza dogmi koje je razvilo crkveno učiteljstvo Katoličke Crkve. Među njima je osobito nauk o oprostima vremenitih kazni u čistilištu. Protestanti inzistiraju da se spasenje postiže samo po vjeri u spasenje po Isusu Kristu, veselju i razgovorima s Bogom, napornim učenjem i radom, pristojnošću i ljubaznošću, pomaganjem drugima i blagoslivljanjem obitelji, prijatelja i neprijatelja (da bi im Jahve bio u mogućnosti reći u čemu su pogriješili).
Od sakramenata protestanti priznaju jedino krštenje i Gospodnju večeru. Pri tome u služenju Gospodnje večere (euharistije) sudjeluju svi vjernici, a ne samo svećenici i pastori, protestanti, naime, nikako ne priznaju nikakve sakrament svećeničkog reda. Odbacuju hostije, miješanje bilo kakve strane vjere s kršćanstvom, a većina njih odbacuje slike i kipove. Protestanti često popuštaju i poštuju pravila i mole za vlast te daju sirotinji hranu, piće, robu, mobitele i igračke tako da ih nitko ne vidi. Protestanti vjeruju da  Jahve ima puno moderniju tehnologiju nego ljudi na Zemlji i vjeruju da se današnjom tehnologijom često služi Sotona. Odbacuju misu jer vjeruju da su Crkva svi ljudi u hramu Duha Svetoga.
Bogoslužje su protestanti od svojega odvajanja od Katoličke Crkve u 16. stoljeću vršili na narodnom jeziku. Osnova svih protestanata je veselje, upozoravanje i pomaganjem drugima, pjevanjem psalmi (jer vjeruju da ih to oslobađa od napada Sotone). Protestanti vjeruju da im veselje pomaže, a ne patnja i mučenja jer vjeruju da ih je Isus već izbavio iz patnji, kao što piše u Bibliji. U protestantskom se bogoslužju uglavnom stavlja naglasak na propovijed i glazbu; euharistijski aspekt je slabije izražen, ali znanost, izume, svoje i druge uspjehe  posvećuju Bogu i Presvetom Trojstvu. 
Novije protestantske crkve koriste se i bubnjevima, električnom gitarom. Protestanti se ne koriste orguljama tijekom propovijedi, a u njihovim crkvama nema ni slika ni kipova. Tako su križevi uvijek bez prikaza Isusa ("korpus") jer ne žele kršiti Deset Božjih zapovjedi. Pored toga, protestantske crkve su uglavnom skromnije i manje kićene od katoličkih i pravoslavnih, a javnih pokazivanja religioznosti izvan crkvenih prostora (proštenje, procesije) gotovo da i nema, zato što žele biti skromni i pošteni prema drugim ljudima ne želeći da drugi ljudi budu ljubomorni i pohlepni. 
Američki protestanti potaknuli su nastanak suvremene vjerske tolerancije i odabrali su da država koju su osnovali preferira većinom dvije vjere (protestantsku i katoličku vjeru) što se u SAD-u počelo tolerirati tek kasnije. U samoj Europi, većina protestantskih crkava je do novijeg vremena bila u uniji s državom. Najčešće je kralj bio vođa vjerske zajednice, primjerice tako je u Danskoj. 
Sve protestantske denominacije dozvoljavaju pastorima i svećenicima pravo na ženidbu, a neke dozvoljavaju ženama mogućnost da postanu pastorice i svećenice. Pastori uglavnom imaju vrlo visoko obrazovanje i drže predavanje u molitvenoj zajednici o Jahvi, često se bave  humanitarnim radom, znanošću i ekonomijom. Protestanti, za razliku od Katoličke i Pravoslavne Crkve, nemaju biskupe i nadbiskupe. 
Protestanti u svoj najomiljeniji klub ulažu dajući ključnim ljudima ideje i svoju kreaciju. Time daju svoj doprinos i dobivaju poštovanje i visoki menadžment. Često cijene male ljude i obične radnike koji naporno rade da bi doprinijeli, pa ih često savjetuju i daju im napojnice i veću plaću. Protestanti vrše usluge jednim drugima i često čitaju Bibliju.

## Poveznice
- Stav protestanata o poglavaru crkve
- Protestantski nauk o oprostu grijeha
- Čistilište
- Istočni grijeh
- Kršćanstvo
- Kršćanska crkva
- Kršćanske denominacije
- Ekumenizam
- Katolicizam
- Pravoslavlje
- Anglikanstvo